# Mary Ball Washington
Mary Washington (de soltera Ball; Condado de Lancaster, Virginia, 30 de noviembre de 1708-Fredericksburg, Virginia, 26 de agosto de 1789) fue la segunda esposa de Augustine Washington, un hacendado en Virginia, la suegra de Martha Washington, la abuela paterna de Bushrod Washington, y la madre de George Washington, el primer presidente de los Estados Unidos y otros cinco niños. Washington vivió gran parte de su vida en Fredericksburg, Virginia, donde se erigieron muchos monumentos en su honor y una universidad y otros edificios públicos llevan su nombre.

## Primeros años de vida

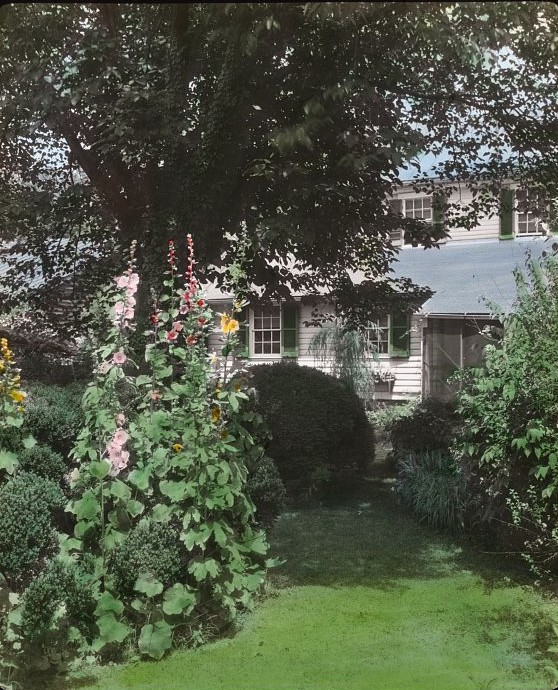
Casa de Mary Ball Washington, 1200 Charles Street, Fredericksburg, condado de Stafford, Virginia.

Mary Ball nació el 30 de noviembre de 1708 en Epping Forest, la plantación de su familia en el condado de Lancaster (Virginia), o en una plantación cerca del pueblo de Simonson, Virginia. Era la única hija del coronel Joseph Ball (1649–1711) y su segunda esposa, Mary Johnson Ball. Joseph nació en Inglaterra y emigró a Virginia cuando era niño. Huérfana de padre a los tres años y huérfana a los doce, Mary Ball fue puesta bajo la tutela de George Eskridge, un abogado, de acuerdo con los términos del testamento de su madre, por quien se nombró a su hijo George Washington, de acuerdo con las convenciones de nomenclatura de la época. Su abuelo paterno fue William Ball (1615 - c. 1680); se fue de Inglaterra a Virginia en la década de 1650. Su esposa Hannah Atherold llegó más tarde junto con sus cuatro hijos, incluido el padre de Mary, Joseph.

## Vida de casados
Augustine Washington había navegado a Gran Bretaña por negocios (y para visitar a sus hijos que habían sido enviados a la escuela allí), pero a su regreso descubrió que su primera esposa, Jane Butler Washington, había muerto en el ínterin. George Eskridge supuestamente arregló una presentación entre su amigo, Washington, y su pupila Mary Ball, y los dos se casaron el 6 de marzo de 1731 cuando ella tenía 22 años. Era rica según los estándares de la época y trajo al menos 1000 acres. de los bienes heredados al matrimonio. La pareja tuvo los siguientes hijos:
- George Washington (1732-1799), el primer presidente de los Estados Unidos, que se casó con Martha Dandridge.

- Elizabeth "Betty" Washington (1733-1797), que se casó con Fielding Lewis

- Samuel Washington (1734-1781), que se casó cinco veces

- John Augustine Washington (1736-1787), que se casó con Hannah Bushrod

- Charles Washington (1738-1799), que se casó con Mildred Thornton

- Mildred Washington (1739-1740), que murió joven

Agustín murió en 1743 cuando su hijo George tenía 11 años. En su lecho de muerte, "Gus" le dio a su hijo George tres libros sobre la oración. En algunos de esos libros, ahora en el Lyceum de Boston, Mary Ball Washington, también escribió su nombre.[cita requerida] A diferencia de la mayoría de las viudas de Virginia en ese momento, Mary Ball Washington nunca se volvió a casar. Cuando George tenía 14 años, su medio hermano mayor, Lawrence Washington , que comandaba una unidad de la milicia de Virginia que sirvió a bordo con el almirante británico Edward Vernon, por quien se nombró a Mount Vernon, hizo arreglos para que el joven George se convirtiera en un guardiamarina de la Marina británica. Sin embargo, el muy respetado medio hermano de Mary, Joseph Ball, bajo el mando de la Cámara de Burgueses de Virginia había votado dinero para pagar el costo de los jóvenes de Virginia para ir a estudiar para el ministerio, escribió una respuesta a su carta solicitando consejo, en la que dijo que no permita que su hijo George se una a la Armada británica, porque ellos " ... tratarán él peor que un esclavo o un perro".
Mary administró la finca familiar y 276 acres de Ferry Farm (una plantación) con la ayuda de otros hasta que su hijo mayor alcanzó la mayoría de edad y mucho más. Ella vivió para ver que su hijo, George Washington, comandó el Ejército Continental hacia la independencia y asumió como el primer presidente de los Estados Unidos en 1789. Después de enterarse de que había sido elegido presidente en abril de 1789, George Washington viajó de Mount Vernon a visitar a su madre en Fredericksburg. Lo acompañó el nieto de Martha Washington, George Washington Parke Custis. George Washington sabía que su madre estaba enferma. Ella sufría de cáncer de mama, la enfermedad a la que finalmente sucumbió, pero él buscó su bendición cuando se embarcó en otro servicio a su país: el nuevo concepto de "La Presidencia de los Estados Unidos".
Aquí, como se dice popularmente, las historias y la tradición, probablemente iniciadas y perpetuadas por Custis, toman el control. Se dice que la Sra. Washington informó a su hijo de su mala salud y esperaba morir pronto. Además, continúa la historia, que su hijo George dijo que tendría que negarse a servir como presidente. La madre de George, Mary, respondió diciendo: "Pero ve, George, cumple los altos destinos que el Cielo parece haber destinado para ti; ve, hijo mío, y que la bendición del Cielo y de una madre te acompañe siempre".  Este relato puramente legendario se cita con frecuencia como verdadero, pero no se puede verificar.
Lo que se puede documentar es que él recibió su aprobación y, por supuesto, dejó Fredericksburg y se dirigió a la ciudad de Nueva York, donde asumió su cargo a fines de abril.

## Muerte
Después de una larga enfermedad, el 26 de agosto de 1789, Mary Ball Washington murió de cáncer de mama en su casa de Fredericksburg, Virginia.

## Creencias
Si bien existe la leyenda de que se decía que la Sra. Washington se oponía abiertamente a la política revolucionaria de su hijo y, según los oficiales franceses establecidos en Virginia durante la guerra, ella era simpatizante de los leales, no hay ninguna fuente creíble que respalde esa afirmación . leyenda. Los hechos son que, además de su hijo George, que era Comandante en Jefe de las fuerzas continentales (Ejército y Marina), los otros tres hijos de Mary, Samuel, John Augustine y Charles, sirvieron en la Milicia de Virginia. Su yerno Fielding Lewis (esposo de su hija Betty), estaba a cargo de Fredericksburg Gunnery o Gun Manufactory. Los trabajos de artillería fabricaron mosquetes para uso de las fuerzas revolucionarias estadounidenses y terminaron casi llevando a Lewis a la bancarrota en el proceso.
Mary Washington de ninguna manera era pobre a pesar de que solicitó al gobierno de Virginia reclamar, en respuesta a un aviso del gobierno de Virginia a los ciudadanos para que lo hicieran, pidiendo que se le reembolse por los animales de granja, caballos y ganado que dio para apoyar a los estadounidenses. esfuerzo de guerra. Su hijo, George, le compró una hermosa casa en Fredericksburg, a cuatro cuadras de algunas "Prayer Rocks" que Mary frecuentaba para orar por sus hijos ya solo dos cuadras de Kenmore, donde vivía la hermana de George, Betty (Sra. Fielding Lewis). Mary vivió en su casa cercana desde 1772 hasta su muerte en 1789, pero George también dispuso que el agua de los "manantiales medicinales" en la propiedad de Ferry Farm, su hogar durante muchos años, se la llevara a su madre en la ciudad todos los días. En su testamento, Mary Washington dejó a George la mayoría de sus tierras y lo nombró su albacea.
Mary Washington visitaba con frecuencia a su hija Elizabeth "Betty" ya su esposo Fielding Lewis en su plantación Kenmore, a dos cuadras de su casa en Fredericksburg. Tenía una "roca de oración" favorita que estaba cerca de la mansión Lewis. Cuenta la tradición que este era su retiro favorito de lectura y oración. Le pidió a Betty que la enterrara allí después de su muerte, y su hija lo arregló.

## Descendientes
Su tercer hijo, John Augustine Washington, fue el padre de Bushrod Washington, quien fue nominado por el presidente John Adams a la Corte Suprema de los Estados Unidos y confirmado por el Senado en 1798, mientras su tío George vivía retirado en Mount Vernon. Charles Town, Virginia Occidental, lleva el nombre de su cuarto hijo, Charles Washington. La capital nacional y muchas otras ciudades, pueblos y aldeas se llaman "Washington" por su primer hijo, George Washington.

## Legado y honores
- Se han erigido varios monumentos a Mary Ball Washington en Fredericksburg, Virginia, donde vivió desde 1772 hasta su muerte en 1789.

- La Casa Mary Washington en Fredericksburg ha sido preservada por Preservation Virginia (anteriormente conocida como la Asociación para la Preservación de Antigüedades de Virginia) quien, a mediados de 2012, firmó un acuerdo para transferir la propiedad a los "Museos del Patrimonio de Washington". La residencia está abierta al público y funciona como una casa museo histórica . Contiene una excelente colección de muebles antiguos, algunos con procedencia de la familia Washington.

- Mary Ball Washington está enterrada en los terrenos de Kenmore, la antigua casa de su hija y yerno Fielding y Betty Lewis. Kenmore funciona como una casa museo y está abierta regularmente para visitas públicas.

- Un monumento a Mary Ball Washington fue erigido en 1833 y dedicado por el presidente Andrew Jackson. Quedó sin terminar hasta que la Sociedad Nacional Hijas de la Revolución Americana, una organización de mujeres formada a finales del siglo XIX, recaudó dinero para el monumento. La Asociación Conmemorativa Mary Washington usó eventos sociales y bailes para recaudar fondos para la causa. El nuevo monumento fue dedicado por el presidente Grover Cleveland en 1894 en su tumba.

- La Universidad de Mary Washington, una universidad pública en Fredericksburg, Virginia , recibió su nombre.

- El Hospital Mary Washington,[12] ubicado en Fredericksburg, lleva su nombre.

- En noviembre de 2019, el equipo de béisbol de ligas menores de los Nacionales de Fredericksburg presentó un logotipo de Mary Washington en un evento en la Casa de Mary Washington en su cumpleaños número 311, describiendo el logotipo como "el primer logotipo femenino en la historia del béisbol en ser parte de un equipo permanente y marca original".[13]

## Otras lecturas
- Hamilton, Michelle L. (2017). Mary Ball Washington: La madre de George Washington. ISBN 9780999568811.